# Hanneton du blé
Anisoplia austriaca
Espèce
Le Hanneton du blé, Anisoplia austriaca, est une espèce d’insectes coléoptères de la famille des Scarabaeidae, de la sous-famille des Rutelinae.

## Distribution
On le trouve en Europe centrale et orientale. Sa limite occidentale passe par l'est de l'Allemagne, la basse Autriche et le nord-est de l'Italie (présent uniquement en Vénétie). L'espèce s’étend dans une partie importante de la Russie d'Europe, et au sud jusqu’à la Grèce, la Turquie, l’Azerbaïdjan et le nord de l'Iran. À l'est elle s'étend jusqu'en Asie centrale et la bordure méridionale de la Sibérie. Cette espèce pullule parfois dans les plaines céréalières de Russie, d'Ukraine et des Balkans et peut alors causer de grands dégâts aux cultures. Elle préfère les régions relativement sèches avec des étés chauds, comme c'est le cas de la steppe pontique.